# Ridgewayia boxshalli
Ridgewayia boxshalli is een eenoogkreeftjessoort uit de familie van de Pseudocyclopidae. De wetenschappelijke naam van de soort is voor het eerst geldig gepubliceerd in 1998 door Barthélémy, Ohtsuka & Cuoc.